# Fritz Fritzschen
Fritz Karl Ferdinand Fritzschen (* 10. Mai 1880 in Berlin; † 2. Dezember 1939 in Berlin-Charlottenburg) war ein deutscher Jurist und Politiker.
Fritzschen besuchte das Askanische Gymnasium in Berlin, wo er 1899 das Abitur ablegte. 1899 bis 1903 studierte er Rechtswissenschaften in Berlin, Freiburg, Bonn und Kiel und schloss das Studium mit der Promotion zum Dr. jur. ab. 1903 wurde er Gerichtsreferendar am Kammergericht, 1905 Regierungsreferendar. Im Jahr 1908 wurde er Regierungsassessor am Landratsamt Thorn und dann bei der Regierung in Merseburg. Von 1912 bis 1919 arbeitete er als wissenschaftlicher Hilfsarbeiter im Preußischen Innenministerium. 1919 wurde er Landrat im Landkreis Langensalza. Nach der Machtergreifung der Nationalsozialisten wurde er abberufen und Oberverwaltungsgerichtsrat. Er verstarb in diesem Amt.
Fritzschen, der Mitglied der DNVP war, war vom 24. Januar 1928 bis zum 22. Januar 1929, von Januar 1930 bis zum 29. Oktober 1930 und vom April 1933 bis zum 10. Juli 1933 stellvertretendes Mitglied im Preußischen Staatsrat. Vom 22. Januar 1929 bis Januar 1930 und erneut vom 29. Oktober 1930 bis zum April 1933 war er ordentliches Mitglied des Staatsrates.